# Fuente de los Cuatro Caños
La fuente de los Cuatro Caños es una fuente pública urbana situada de la plaza homónima de La Corredoria en el concejo asturiano de Oviedo, España. Construida en 1790, al borde de la carretera de Castilla, se encuentra en el interior de una plaza circular ajardinada con rotonda para vehículos, junto a un antiguo lavadero circular techado, obra del ingeniero Ildefonso Sánchez del Río.
Fue declarada Bien de Interés Cultural con categoría de Monumento mediante Decreto 86/92, de 30 de diciembre, publicado en el BOPA del 20 de enero de 1993.
Se trata de una obra perteneciente a las edificaciones públicas del periodo de la Ilustración en Asturias. Formaba parte de los elementos complementarios al trazado viario de la carretera de Castilla, como el cercano mojón de la media legua. Esta carretera, cuyo objetivo era comunicar Asturias con la meseta, fue uno de los proyectos más importantes del reinado de Carlos IV. Fue proyectada por el ingeniero Marcos Vierna, siendo diseñado el tramo Gijón-Oviedo por el ingeniero José Manuel Palacio San Martín en 1779 y acabado por el arquitecto Manuel Reguera González en 1794, bajo la supervisión de Jovellanos.
La fuente está formada por un cuerpo de sillares triangulares curvos, esquinas en forma de pilastras, molduras superiores, y toro y escocia que levantan la gruesa bola de remate. Hoy en día persisten los tres caños originales y un largo pilón de planta semicircular, antaño utilizado como abrevadero. En el fuste muestra una inscripción en latín, relativa al año de inauguración, responsables, etc., que dice:

CAROLI IV. REGIS JU-
SU ET LARGITIONE
GEGIONENSIS VIA SALIS
VECTIGALIBUS FACTA STRUC-
TI AQUEDUCTOS SALIENTES
ADJUNCTI LEONE DE PUGA
FEIJOO ASTURICENSI SENA-
TORE COETUS VIARIA PRAESI-
DE CURANTE REGUERA ARCHITECTO
ANNO CIↃIↃCCXC.
Transcripción de Miguel Ciriaco Vigil, marzo de 1857

Cuya traducción es

POR MANDATO Y GENEROSIDAD DEL REY CARLOS IV

SE HIZO CON CARGO AL IMPUESTO DE LA SAL

ESTA CALZADA DE GIJON Y SE CONSTRUYERON

ESTOS CAÑOS QUE AQUÍ MANAN

SIENDO COMISARIO LEON DE PUGA

FEIJOO, REGIDOR DE ASTURIAS

PRESIDENTES DE LA JUNTA DE CAMINOS,

Y SIENDO ARQUITECTO REGUERA

AÑO 1790.

A pesar de la inscripción, el diseño de la fuente no es de Reguera sino que fue elaborado en Madrid. Manuel Reguera dirigió las obras con el aparejador Francisco Antonio Muñiz Lorenzana como ayudante. De la fuente manaba agua potable procedente de la fuente de Casagrande, a cuatrocientos metros, en dirección a Cuyences, en la falda del monte Naranco, siendo una de las escasas obras públicas del siglo XVIII que se conservan. En Casagrande, el agua manaba de un grueso caño, por lo que testimonios orales lo consideran el cuarto caño de la fuente, que solo tiene tres. El agua de Casagrande a través de una atarjea descubierta se llevaba a la fuente y para otros servicios de los vecinos, incluido el excedente para una curtidora. La fuente de Casagrande quedó fuera de servicio en 1927, siendo sustituida por la de la fuente de Fitoria y, en su ausencia, de los depósitos municipales del Fresno.
Fue restaurada por el Ayuntamiento de Oviedo en 1991. El 29 de octubre de 2009 el Consejo de Patrimonio del Principado de Asturias acordó fijar un entorno de protección para la fuente, así como también para otros bienes culturales de La Corredoria, como el mojón de la media legua y el Puente Vieyu situado entre esta localidad y Lugones. La resolución de protección de estos entornos fue aprobada el 1 de febrero de 2010.
En la madrugada del 13 de julio de 2019, un conductor ebrio impactó con su vehículo contra la fuente causando graves destrozos. La reparación de la misma no se acometió hasta el 1 de septiembre de 2021, día en que comenzaron las obras.